# Dunkleosteus
Dunkleosteus és un gènere extint de peixos placoderms de la família dels dunkleostèids que visqueren en les aigües d'Àfrica i els paleocontinents de Bàltica i Laurència durant el Devonià mitjà a superior, fa aproximadament 360 milions d'anys. Se n'han trobat restes fòssils a Bèlgica, els Estats Units, Letònia, el Marroc, Polònia i Rússia.
Com els altres artrodirs, Dunkleosteus es caracteritzava per un cap cuirassat proveït de mandíbules amb ganivetes dentals poc usuals. Tot i que altres placoderms tenien una mida comparable, Dunkleosteus és considerat un dels predadors marins més ferotges i mortals que mai han existit. Amb sis metres de llarg i una tona de pes, aquest caçador ocupava el punt més alt de la cadena alimentària del seu ambient, i probablement caçava tota mena d'animals.
Nous estudis han revelat diversos trets tant de la seva alimentació i biomecànica com de la seva ecologia i fisiologia. En les últimes dècades, Dunkleosteus ha esdevingut conegut a la cultura popular, amb una gran quantitat d'espècimens exposats i aparicions destacades als mitjans d'entreteniment.

## Morfologia
S'estima que D. terrelli i D. sp. feien més o menys entre 4 i 6 m, amb un pes d'aproximadament una tona, mentre que D. intermedius probablement només assolí 2,4 metres. El crani i part del tòrax estaven coberts per plaques òssies que s'articulaven formant una "armadura", però la resta del cos era nua i escatosa. Aquesta armadura, tot i ser rígida, es componia de sutures en què s'inserien músculs, lligaments i, en algunes d'elles, es formaven articulacions. Les mandíbules mancaven de dents autèntiques i estaven dotades d'un joc de ganivetes dentals, amb les quals l'animal podia espedaçar carn i triturar ossos. No s'ha descobert material fòssil de la resta del cos, cosa que indica que les seves vèrtebres eren cartilaginoses o molt poc ossificades, explicant per què eren massa fràgils per fossilitzar-se, de manera similar a les dels taurons. Tanmateix, sovint se'l representa amb dos parells d'aletes, una de dorsal i una cua asimètrica (epicerca), basant-se en esquelets de placoderms semblants.

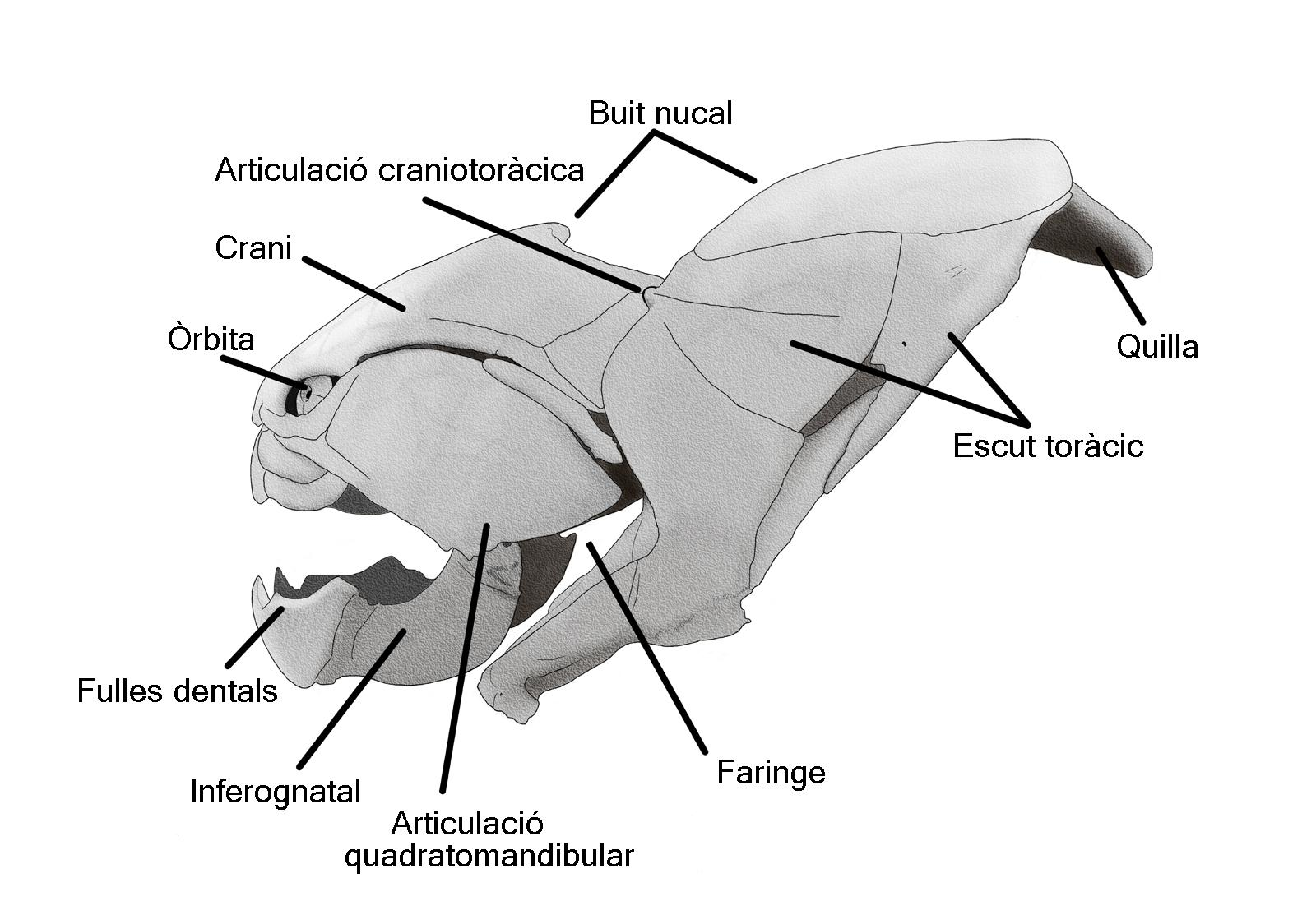
Esquema del crani i escut toràcic de Dunkleosteus.

El crani i l'escut toràcic mesuraven 1,3 metres al seu punt més ample, i les plaques de la seva armadura 5 cm de gruix. Les seves càpsules nasals no estaven fusionades amb la resta de la volta cranial, cosa que distingeix els placoderms dels altres vertebrats amb mandíbules. Igual que tots els artrodirs, Dunkleosteus tenia una articulació que s'ubicava entre les plaques dorsals i el crani, coneguda com a articulació epaxial, que li hauria permès alçar el cap cap amunt, i així caçar preses grosses amb facilitat.
Els artrodirs també tenien esquelets ossificats en certa manera, tant internament com externa. El teixit superficial típic dels ossos dèrmics (plaques òssies) de Dunkleosteus no era dentina, com a la majoria de peixos, sinó un teixit únic dels placoderms conegut com a semidentina. La microestructura d'un os de Dunkleosteus devia ser molt similar a la d'un os comú, car era porosa i donava forma a un teixit esponjós a la capa mitjana dels ossos dèrmics.

## Història

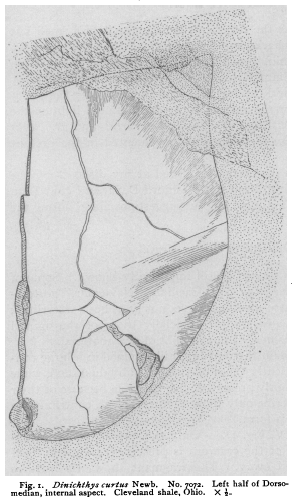
Antiga reconstrucció d'una placa dorsal de Dunkleosteus.

Les primeres restes de Dunkleosteus foren descobertes pel geòleg Jay Terrell el 1867 a la riba del llac Erie, a Sheffield Lake (Ohio). Es tractava d'un crani parcial i una placa dorsal de l'escut toràcic, que posteriorment foren destruïts en un incendi a Elyria. Després que es trobessin més fòssils de l'animal, el geòleg John Strong Newberry els donà el nom de Dinichthys terrelli el 1873 en honor del seu descobridor.
Eventualment, Newberry s'interessà molt per Dunkleosteus, per la qual cosa dedicà anys a cercar i estudiar-ne els fòssils, denominant erròniament molts d'ells com espècies del gènere aleshores conegut com a Dinichthys. Un altre expert que dugué a terme diverses investigacions i treballs fou el professor Charles R. Eastman, que descrigué diversos gèneres d'artrodirs com Coccosteus i una espècie de Dinichthys, actualment assignada a Dunkleosteus.
Tot i que dotzenes d'espècimens, incloent-hi cranis complets, foren descrits fins a començaments del segle xx, no es feren reconstruccions precises de Dunkleosteus durant sis dècades des del seu descobriment.

## Classificació
Dunkleosteus pertany a la família dels diníctids, que fou reanomenada basant-se en Dinichthys. Durant anys, aquest gènere serví de tàxon calaix de sastre, car molts diníctids i altres artrodirs hi eren classificats, fins que nous estudis dividiren el gènere en tres: Dunkleosteus, Dinichthys, i Eastmanosteus. Havent perdut espècies a causa de la nova taxonomia, el mateix Dinichthys acabà sent molt poc conegut en passar els anys, i mentre no es faci una reinvestigació del seu holotip fragmentari, no es podrà determinar si és un sinònim o no de Dunkleosteus, com s'especula. Aquest gènere fou anomenat en honor de David Dunkle, antic director de paleontologia dels vertebrats del Museu d'Història Natural de Cleveland.
Els tres gèneres continuaren sent un grup calaix de sastre per noves espècies fins que molts dels seus membres foren degudament reclassificats i reordenats. Actualment, la família conté onze gèneres vàlids i un de dubtós, dels quals Dunkleosteus és el més gros i popular.

## Procedència
Els estrats en què s'han trobat Dunkleosteus daten del Devonià superior (del Frasnià tardà al Famennià tardà), per la qual cosa se sap que existí durant aproximadament 15 milions d'anys. La distribució geogràfica de D. terrelli està limitada a Nord-amèrica. S'ha informat de troballes als esquists de Huron i Cleveland (Ohio) a l'esquist de Riceville (Pennsilvània), de Chattanooga (Tennessee), a la Formació de Lost Burro (Califòrnia) i dubtosament a Ives Breccia (Texas). S'han trobat altres espècies a Nova York, Bèlgica, Letònia, el Marroc, Polònia i Rússia. Aquesta àmplia distribució mostra que Dunkleosteus estava ben adaptat al seu nínxol ecològic, cosa que fa pensar que tenia el paper de l'actual tauró blanc, predant a les costes de tots el continents.

## Paleobiologia

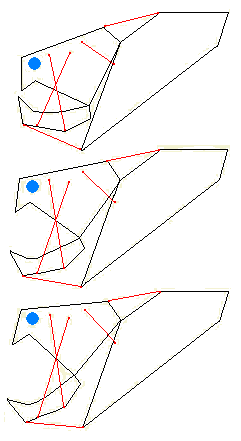
Biomecànica de les mandíbules de Dunkleosteus.

Alguns fòssils del crani i escut toràcic demostren que Dunkleosteus tenia tendències caníbals, car presenten mossegades que coincideixen amb la seva mateixa «dentadura» i que posteriorment no es curaren. És habitual trobar fòssils de Dunkleosteus al costat d'ossos semidigerits i poc mastegats d'altres peixos, dels que s'especula que rutinàriament els «vomitava», en lloc de digerir-los.
A partir de diversos espècimens, es desenvolupà un model per ordinador amb què es comprovà que Dunkleosteus tenia una mossegada realment potent, que potser era la més mortífera de tots els peixos, i que només és superada per grans cocodrils i dinosaures. Els càlculs indiquen que les ganivetes frontals mossegaven amb una força de 5.363 newtons, mentre que les laterals ho feien amb 4.414 N. Investigacions anteriors havien especulat que la mossegada era forta però lenta, però aquest mateix estudi demostrà que el crani, gràcies a diverses articulacions, també tenia una mossegada extremadament ràpida.
Els fòssils més comuns de Dunkleosteus són les plaques de la seva armadura, i moltes d'elles solen provenir d'individus joves o semiadults, cosa que ha fet possibles anàlisis i estudis sobre el seu creixement. En comparar esquelets parcials de dos espècimens, un adult i un altre jove, es pogué observar que certes cavitats eren diferents al crani de l'individu més petit, indicant que, en créixer, les plaques s'anaven fusionant, cosa que s'interpreta com un tret ontogenètic.

## Paleoecologia
Dunkleosteus coexistí amb taurons com Cladoselache i Stethacanthus, acantodis, artròpodes, mol·luscs i altres placoderms, els quals caçava. És molt probable que aquest depredador es trobés al punt més alt de la cadena tròfica del seu ecosistema, sent un superpredador. A Nord-amèrica, alguns dels seus fòssils han estat trobats en pissarres de Pennsilvània i Nova York en les quals és habitual trobar dipòsits d'aigües costaneres, rius, estuaris i de l'antic delta de Catskill, tot i que, com molts artrodirs, és més habitual trobar-los en pissarres fosques, els sediments de les quals es depositaven en un antic mar estancat i relativament profund conegut com a Kaskaskia, que s'estenia per les costes del sud-oest d'Euramèrica. Això indica que Dunkleosteus habitava en zones fòtiques, car les profunditats d'aquest mar eren anòxiques a causa del seu estancament. Tot i que les poblacions de Dunkleosteus eren abundants en aquests ecosistemes, les troballes a Europa i el Marroc demostren que la seva distribució era, en general, molt més extensa, i que devia recórrer tot el continent d'Euramèrica, arribant fins i tot a les costes de Gondwana. És possible que Dunkleosteus també hagués viscut i caçat a mar oberta, tot i que a menor escala.

## Aspectes culturals

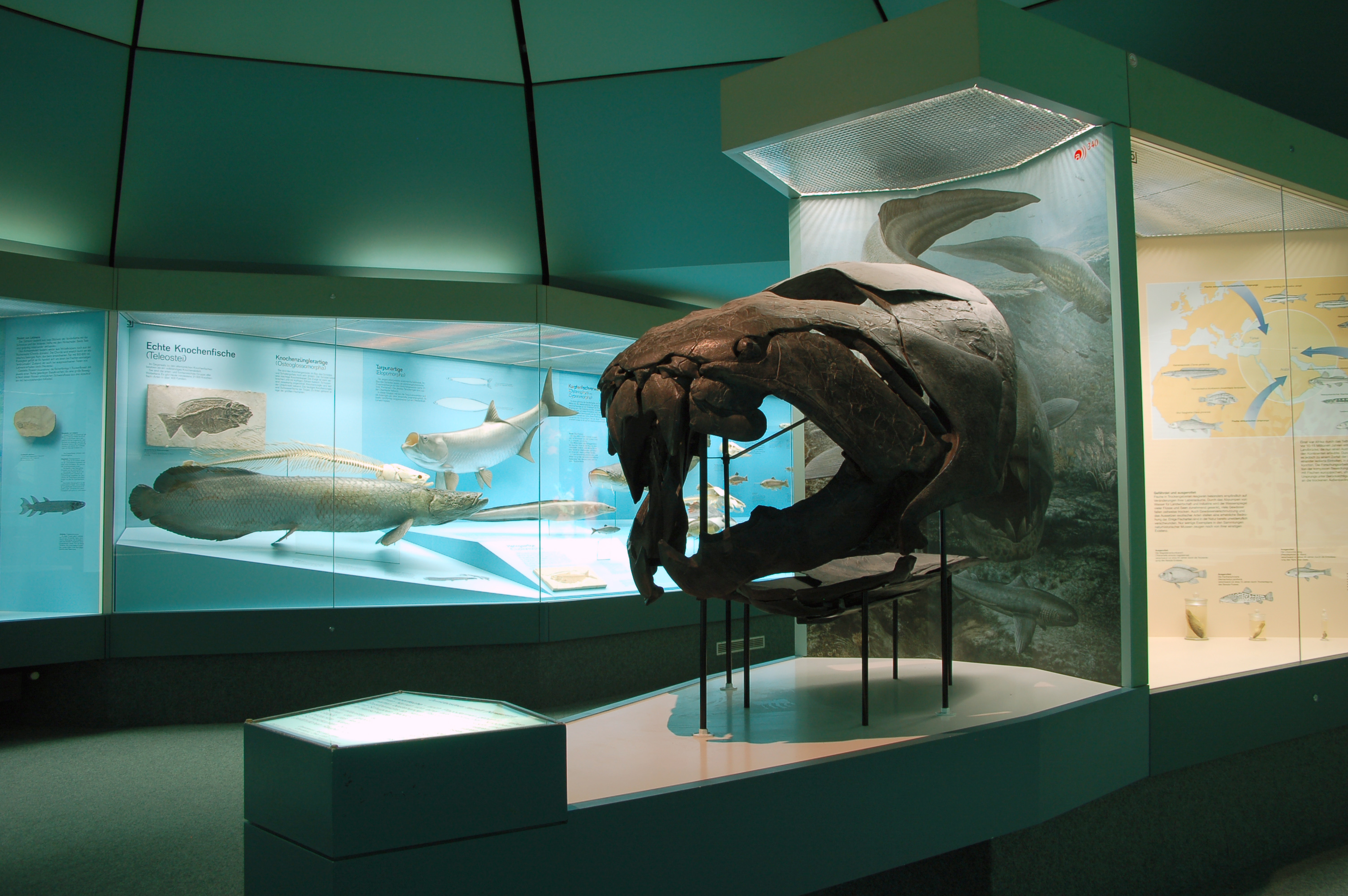
Exposició del crani d'un Dunkleosteus al Museu de Senckenberg.

Pels seus trets característics de depredador, Dunkleosteus ha tingut un paper destacat a la cultura popular, sent exposat a diversos museus i apareixent en documentals, videojocs i fins i tot novel·les. Una de les seves aparicions més impressionants i cèlebres és al programa televisiu de la BBC Sea Monsters, en què és anomenat "el cinquè depredador més perillós de la història", demostrant que era capaç de tallar metall i canibalitzar joves; tanmateix, igual que a moltes fonts, la seva mida és exagerada en més de tres metres. Dunkleosteus també té un paper destacat en videojocs com ara E.V.O.: The Search For Eden, Ecco the Dolphin, ParaWorld, Zack & Wiki; en llibres com The Scar i les minisèries de Dinotopia.
Recentment, el Museu d'Història Natural de Cleveland donà una rèplica a mida real de Dunkleosteus a Sheffield Lake, i el 2002 s'erigí un monument històric al lloc del seu descobriment. Des d'aleshores, la ciutat dedica més atenció al ferotge depredador, que alguns habitants anomenen «Dunkle». Per al concurs de la sèrie de televisió Primeval, un dels finalistes creà una criatura similar, un placoderm anomenat Dunkleodon.

## Galeria

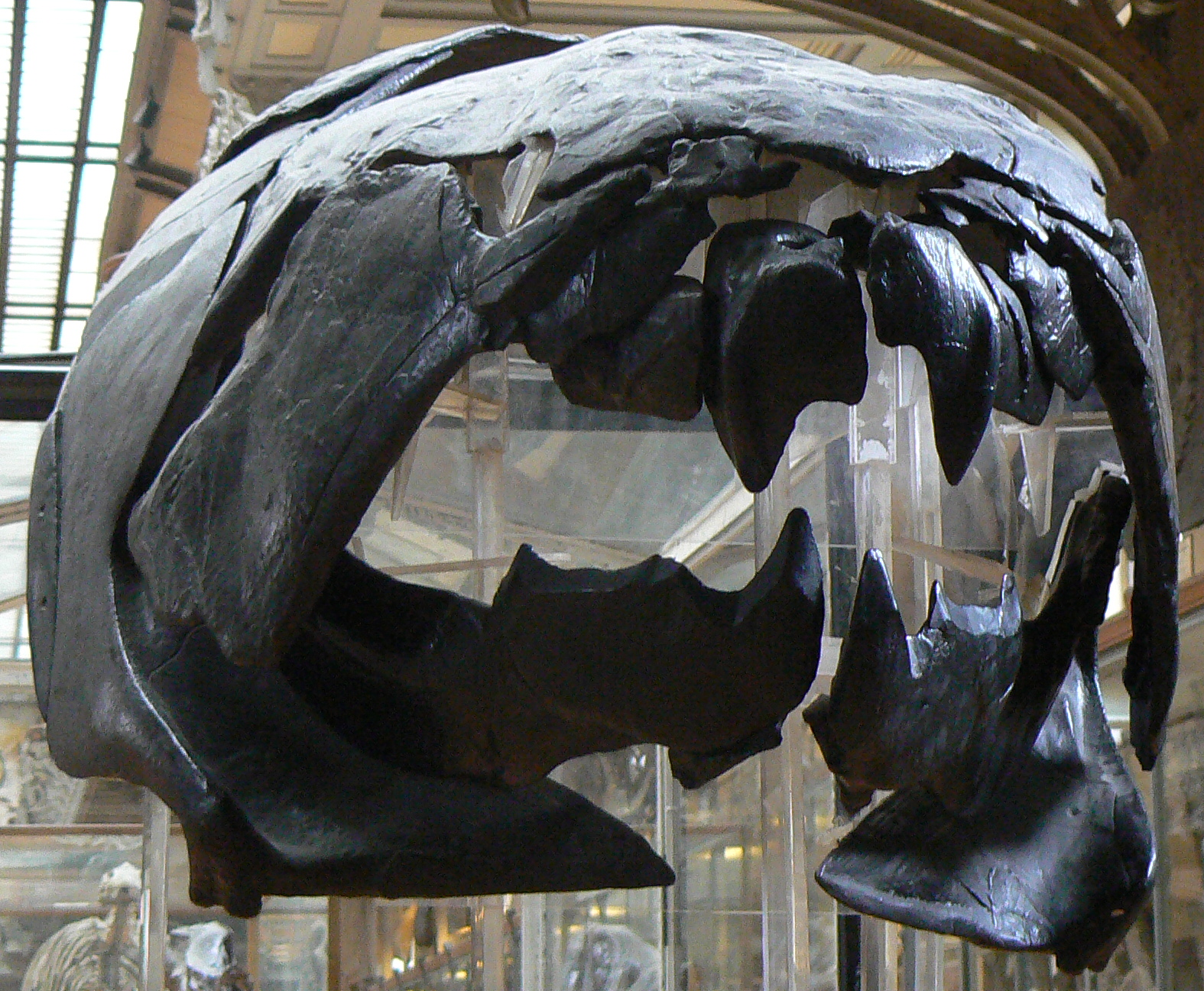
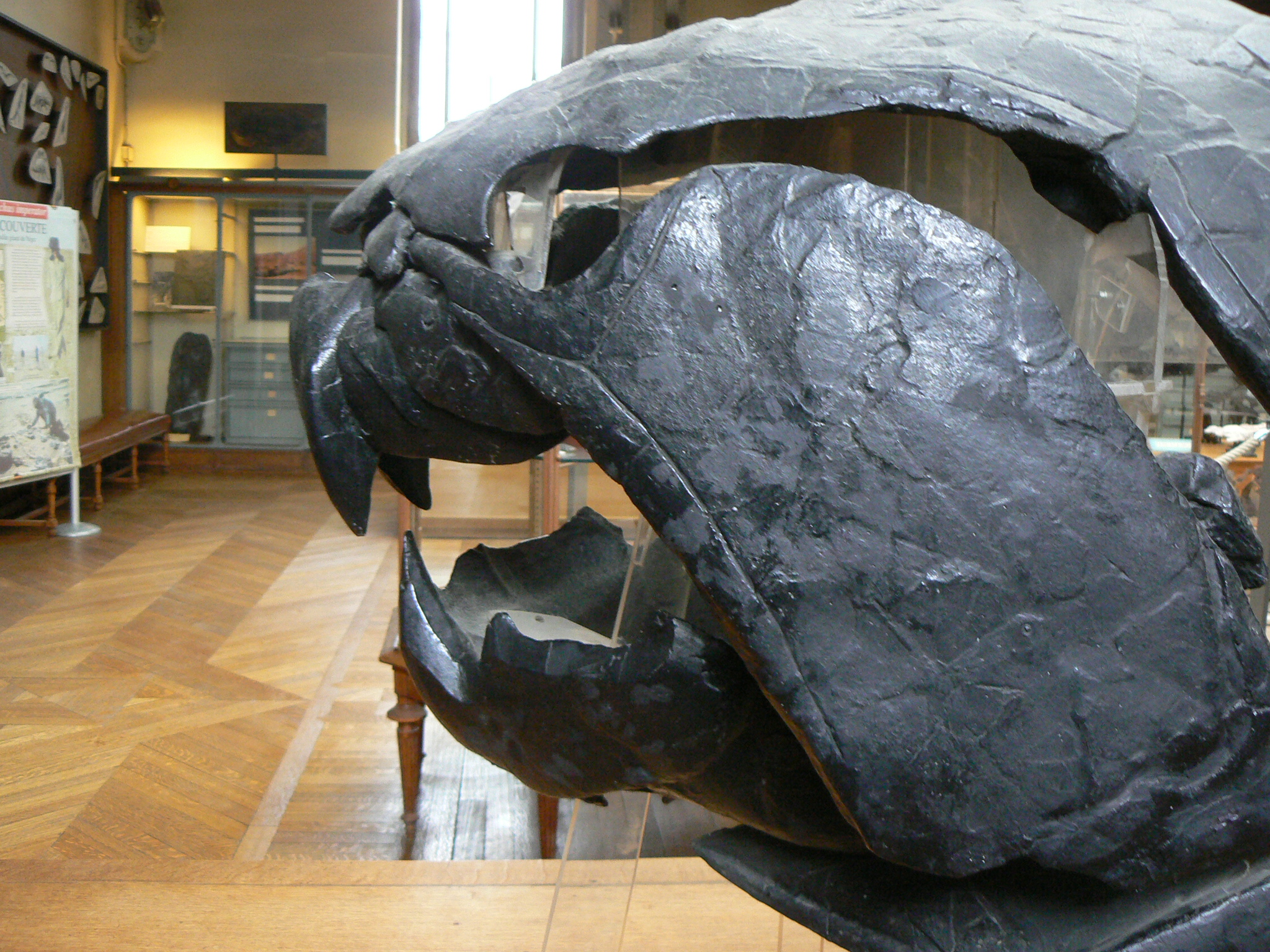
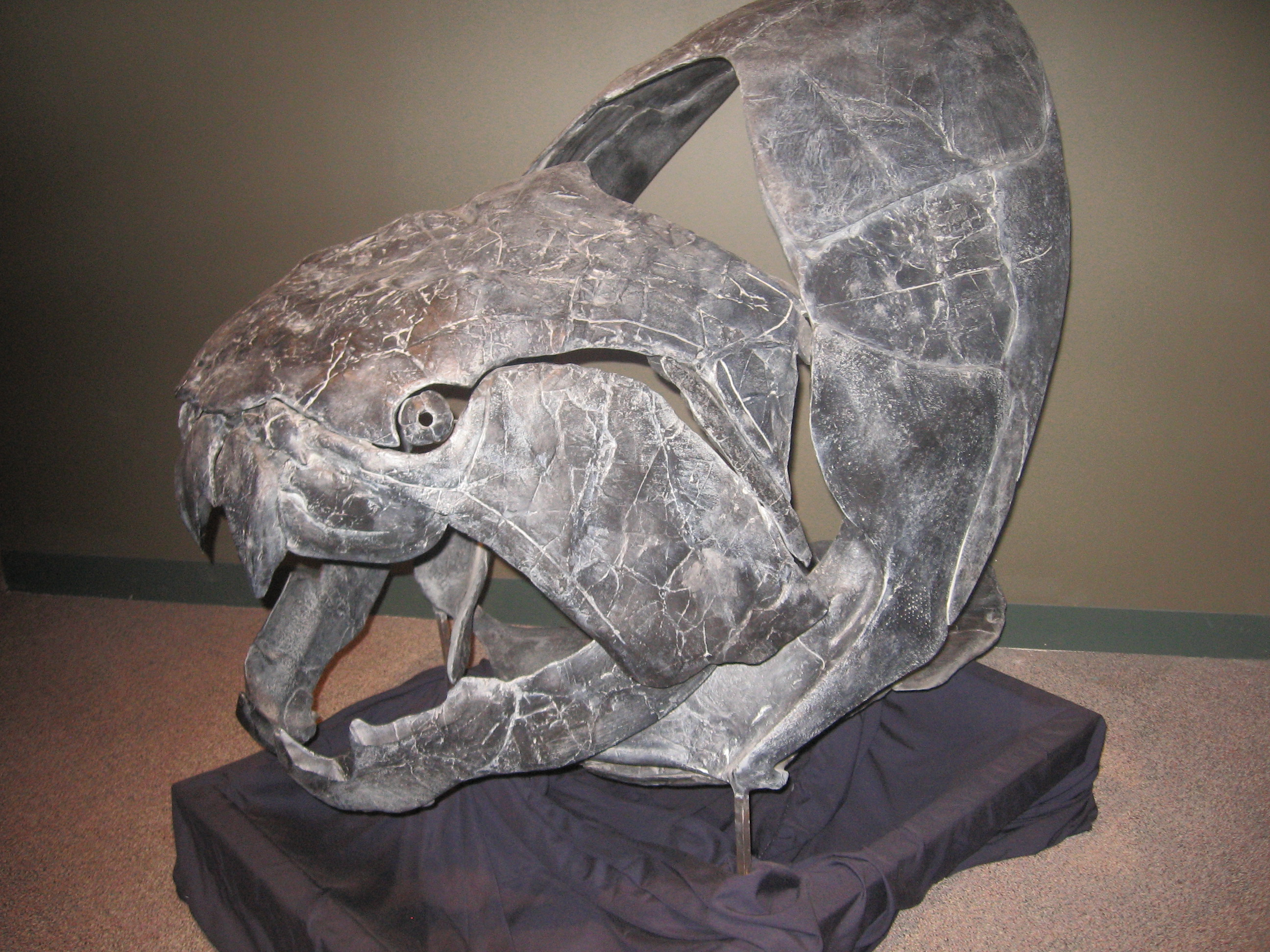
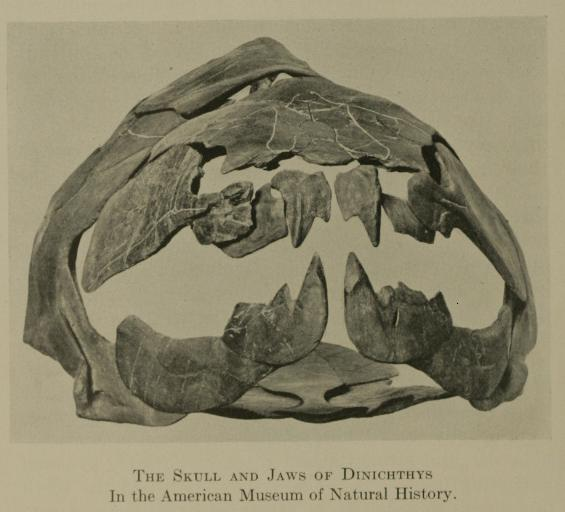